# Молот (Новосибирская область)
Мо́лот — посёлок в Коченёвском районе Новосибирской области России. Входит в состав Кремлёвского сельсовета. 

## География
Площадь посёлка — 32 гектара.

## Население
| 2002 | 2007 | 2010 |
| ---- | ---- | ---- |
| 287  | ↘258 | ↘248 |

## Инфраструктура
В посёлке по данным на 2016 год функционируют 1 учреждение здравоохранения.